# 上海城隍廟

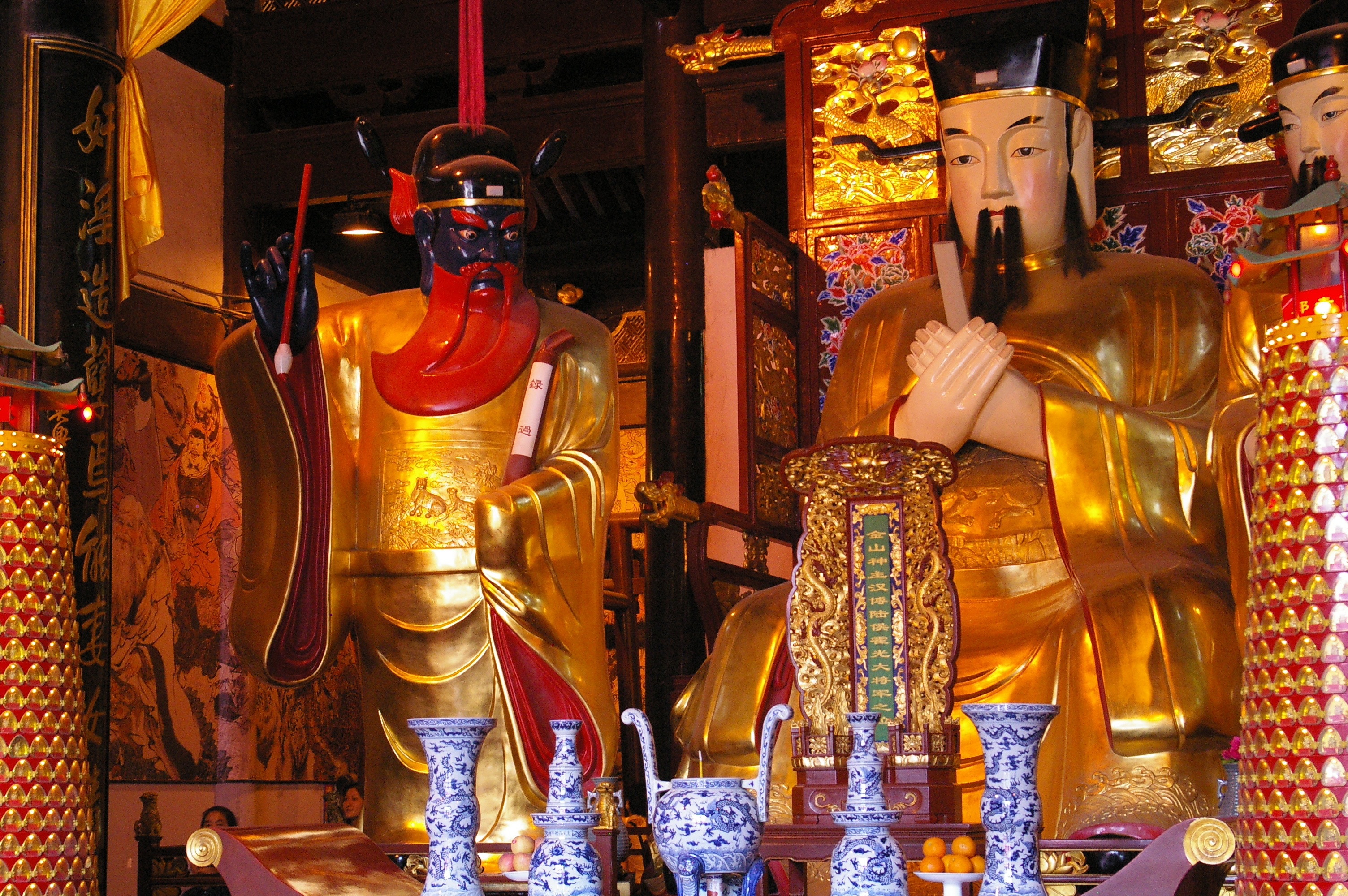
霍光像

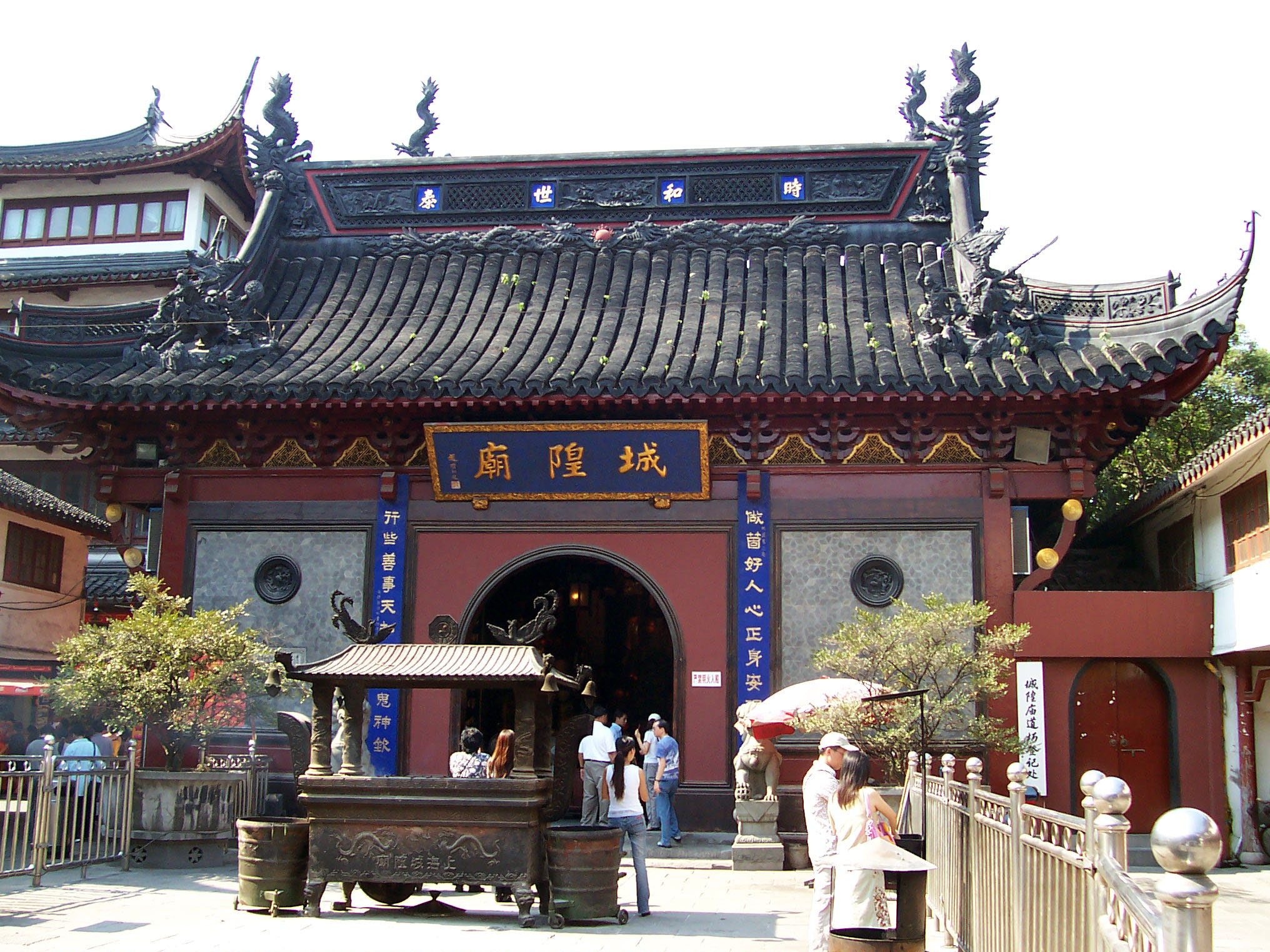
霍光殿

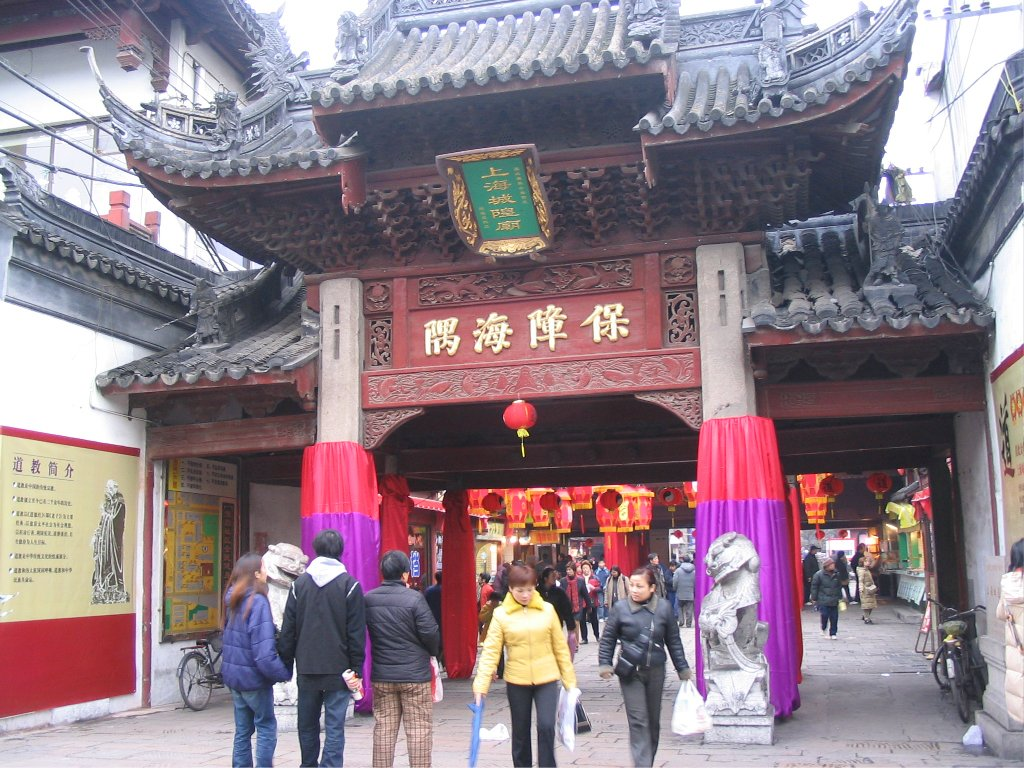
方浜中路からの入口

上海城隍廟（シャンハイじょうこうびょう、簡体字: 上海城隍庙、拼音: Shànghǎi Chénghuángmiào）は、俗称は、老城隍廟といい、上海の著名な観光地であり、道教の正一教の重要な宮観（道教の建物）である。
老城隍廟は黄浦区の豫園および豫園商城に隣接した地にある。金山神廟として、漢の大司馬霍光が祀られていたが、明の永楽年間に金山神廟から改築して城隍廟となる。城隍廟内には、霍光、秦裕伯、陳化成の三体（上海三大城隍）が奉られている。清の道光年間には、老城隍廟は全盛を極め、占有面積は約50畝（ムー）まで達した。文化大革命の時に、老城隍廟は襲撃を受けて、神像は破壊され、廟の建物は他の用途に流用された。1994年老城隍廟は修復されて、再び道教の寺院となった。現在、老城隍廟は霍光殿、甲子殿、財神殿、慈航殿、城隍殿、娘娘殿などの殿堂を有し、総面積は約1,000m2余。
老城隍廟の周辺の廟・寺の縁日は、次第に上海の最も古い商業地区として発展し、各種の軽食レストラン、骨董の店舗と日用雑貨の市場がずらりと並んで、小籠包、梨膏糖、五香豆などの食品が最も有名である。
座標: 北緯31度13分40秒 東経121度29分17秒 / 北緯31.22778度 東経121.48806度